# Мерсье, Ксавье
Ксавье́ Жак Мерсье́ (фр. Xavier Jacques Mercier; род. 25 июля 1989, Алес) — французский футболист, атакующий полузащитник клуба «РВДМ47».

## Клубная карьера
Мерсье — воспитанник клуба «Монпелье». В 2009 году он подписал свой первый профессиональный контракт с «Лескеном». В 2010 году Мерсье перешёл в «Генгам». 8 октября в матче против «Стейд Планнебек» он дебютировал в Лиге 3. 26 марта 2011 года в поединке против «Стейд Планнебек» Ксаье забил свой первый гол за «Генгам». По итогам сезона Мерсье помог клубу выйти в более высокий дивизион. В матче против «Гавра» он дебютировал в Лиге 2. В 2012 года Ксаье покинул «Генгам» и выступал за клубы низших лиг «Бове» и «Булонь».
В начале 2016 года Мерсье перешёл в бельгийский «Кортрейк». 22 января в матче против «Остенде» он дебютировал в Жюпиле лиге. В этом же поединке Ксаье забил свой первый гол за «Кортрейк».
Летом 2017 года Мерсье перешёл в «Серкль Брюгге». 12 ноября в матче против «Беерсхота» он дебютировал в Челлендж про лиге. В этом же поединке Ксавье забил свой первый гол за «Серкль Брюгге». По итогам сезона он помог клубу выйти в элиту. Летом 2019 года Мерсье подписал контракт с «Ауд-Хеверле Лёвен». 3 августа в матче против «Виртона» он дебютировал за новую команду. 22 ноября в поединке против «Вестерло» Ксавье забил свой первый гол за «Ауд-Хеверле Лёвен». По итогам сезона он помог команде выйти в элиту.
Летом 2022 года Мерсье перешёл в венгерский «Ференцварош». 31 июля в матче против «Академии Пушкаша» он дебютировал в чемпионате Венгрии. 14 августа в поединке против МОЛ Фехервар Ксавье забил свой первый гол за «Ференцварош». 